# Infern - Cant Novè

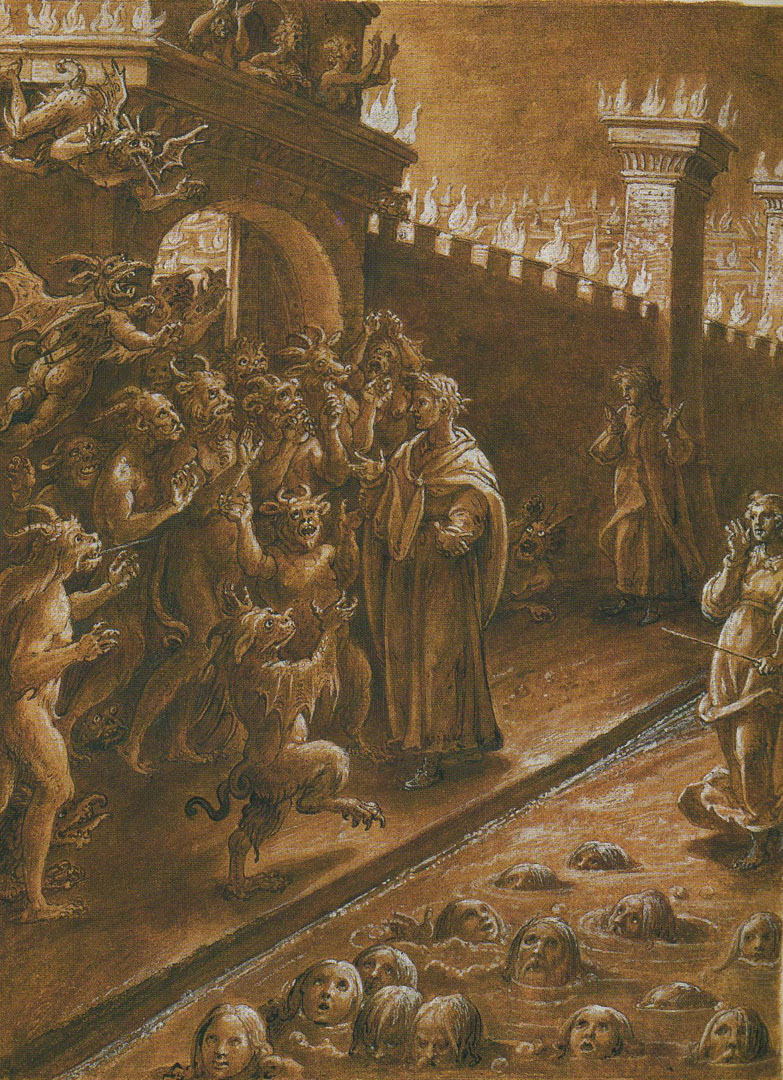
Virgili parla amb els dimonis, Giovanni Stradano

El cant novè de l'Infern de Dante Alighieri té lloc en el sisè cercle a la ciutat de Dite, on són castigats els heretges; ens trobem a l'alba del 9 abril de 1300 (Dissabte Sant), o d'acord amb altres comentaristes el 26 març de1300. Dels dubtes inicials de Virgili es passa a la victòria sobre el mal per mitjà d'un missatger celestial que obre les portes de la ciutat. Abans que això succeeixi compareixen a escena les Erínies i per al·lusió Medusa en un quadre escenogràfic impressionant. El pas del missatger per sobre de la llacuna Estígia "amb peus eixuts" i la fugida de les ànimes damnades està descrit amb una gran teatralitat, així com el despit del missatger, molest per haver de baixar a resoldre un problema tan "baix". Finalment la visió dels sepulcres roents dels heretges, tanca aquest cant. El novè cant presenta un crescendo d'imatges que s'ha anomenat "teatral", amb una representació de l'acció ben calibrada gràcies als personatges que entren en l'escena un darrere l'altre.

## Anàlisi del Cant

### La por de Dante - versos 1-33

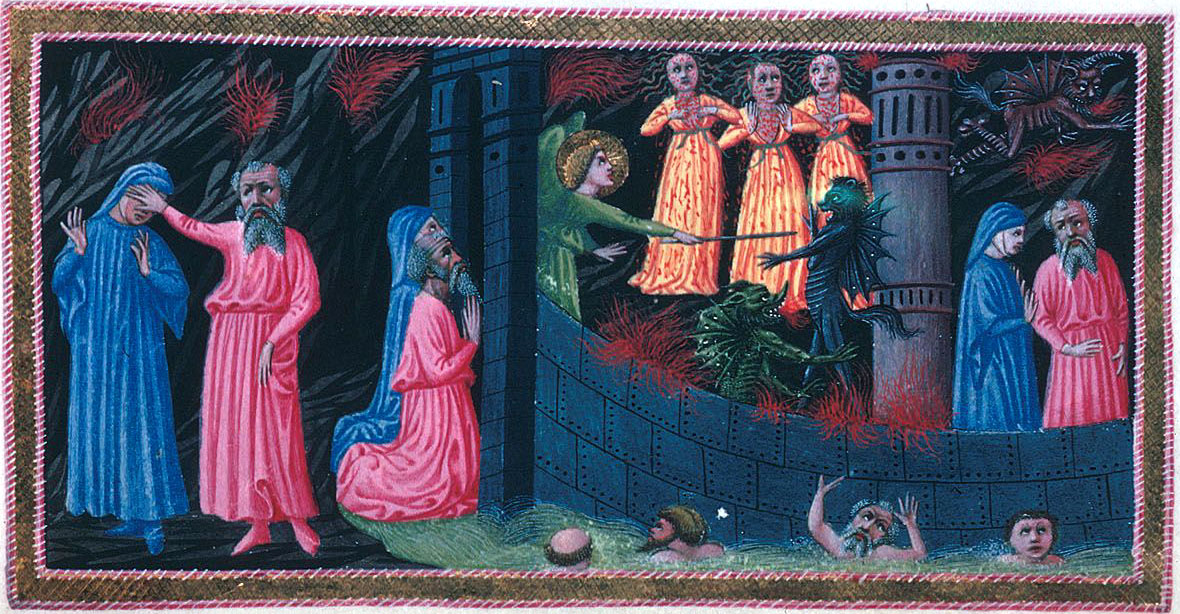
Priamo della Quercia, il·lustració del Cant IX

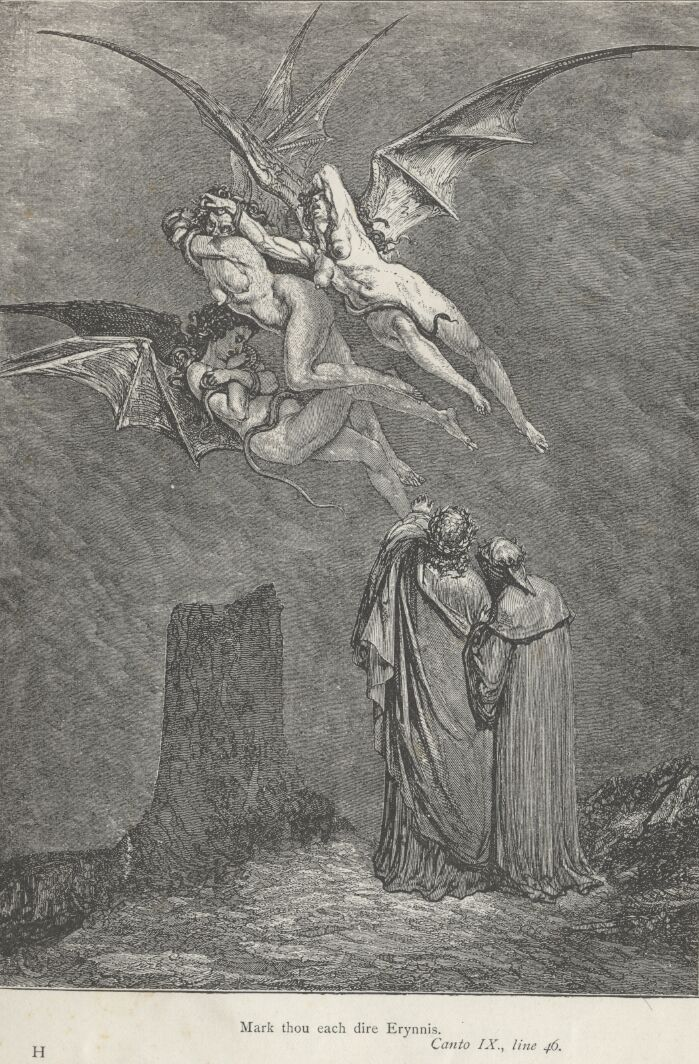
Les Erínies, imaginades per Gustave Doré

Al principi del cant Dante està preocupat (i expulsa, o nega la seva pal·lidesa) perquè veu tornar Virgili desconsolat de l'entrevista amb els diables, els quals en resposta a les paraules del "mestre" (que Dante no ha sentit) li tanquen a la cara la porta d'entrada a la ciutat de Dite.
Virgili dubta, i s'atura en espera d'alguna cosa: ell sap que entraran de totes maneres i potser està anunciant l'arribada d'algú enviat per Déu que els obrirà el pas. Però a la vegada el guia està vacil·lant (aquell que representa a la raó utilitza un "si no ..." penjat a la meitat d'una frase), i està a l'espera que arribi aquell que, un Tal (Jesucrist, que mai és nomenat en l'Infern, o potser Beatriu, que s'havia mogut en l'ajut de Dante?) ha demanat.
Dante, que en aquest cant parla molt sovint "de l'escriptor" al lector, assenyala que era molt conscient del dubte del seu mestre i del discurs iniciat i deixat sense acabar, però a més substituït a continuació per un altre discurs, per part del guia, i s'intimida del sentit probablement pitjor que Virgili li havia volgut amagar.
Llavors Dante, que, com vam veure al final del cant anterior, és ple de por perquè no veu cap sortida, demana de forma una mica ingènua, però molt realista, si ell, Virgili, mai havia arribat al fons de l'infern, però utilitzant una educada perífrasi: "hi ha hagut mai alguna de les ànimes dels llimbs, aquelles que tenen dolor perquè no veuen a Déu, que hagi descendit al fons del pou ombrívol de l'infern?"
Virgili respon llavors encoratjant Dante i li explica que és una cosa molt poc habitual, però que ell mateix va baixar fins al cercle més estret, el novè (el "cercle de Judes"), enviat per la bruixa Ericto o Eritone, qui li va encarregar anar a prendre una ànima per portar-la de tornada a la vida, al temps en què Virgili feia poc que era mort. Per això ell, no només ja ha entrat a la ciutat, sinó que a més coneix bé el camí a seguir per arribar a la part més profona i fosca, que és també la més allunyada del cel.
La referència a Ericto s'inspira en la Farsalia de Lucà, però està molt reelaborat amb afegits originals de Dante. En Lucà, Ericto és una bruixa capaç de reviure als morts. Ella havia cridat un mort a reviure a fi que, amb el poder de previsió típica dels que habiten en l'oltratomba, revelés a Pompeu l'èxit de la batalla de Farsalia. No hi ha cap referència al fet que una altra ànima hagués d'acompanyar el mort ressuscitat, ni molt menys que aquesta fos la de Virgili, així que tot és invenció de l'Alighieri.
En tot cas, es pot comparar amb la Sibil·la Cumana que en l'Eneida, conduint Enees a l'inframon, va declarar conèixer ja aquell món perquè ja hi havia baixat abans (Eneida, VI 565). De totes maneres, cal allunyar-se de la figura medieval del Virgili mag o bruixot, que Dante no concebia, i que, eventualment, en aquest cas només evoca una atmosfera sobrenatural i fantàstica sobre la qual es recolza el cant. En qualsevol cas els actes de Ericto serveixen d'inspiració a Dante per a altres passatges del cant, encara que després no l'esmenta més: en Lucà s'hi troben, de fet, les Fúries que habiten a la llacuna Estígia, Medusa conminada davant l'amenaça d'un déu que la pot derrotar, la necròpolis on viu Ericto, totes, imatges que es troben en els versos següents.

### Les Fúries - vv. 34 - 63
Virgili segueix parlant de com n'és de normal trobar resistència a traspassar els murs de Dite, però Dante ara no l'escolta perquè és atret per una altra visió inquietant. A continuació, es produeix un canvi d'escena, ara el poeta ens fa centrar en una altra direcció, la torre roent de foc que ja havia vist en aproximar-se als murs, sobre la qual apareixen de forma sobtada tres fúries infernals. Són les Fúries (Erínies), "color de sang", amb cossos i actituds femenines ("que tenien forma i posat de dona") i envoltades o vestides amb serps verdes ("els cenyien el cos hidres molt verdes").
Tenen altres serps també, per cabells, que s'aferren a les temples. Aquestes Fúries es reconeixen com les servidores ("meschine", del provençal mesquí) de Persèfone, la reina dels planys eterns de l'infern. Virgili li assenyala: al costat esquerre ("canto" com costat, racó) Megera, a la dreta Alecto, que plora, i Tesifone en el mig. Igual que les dones en els funerals, es desesperen, s'esgarrapen el pit, i es colpegen amb les palmes de les mans.

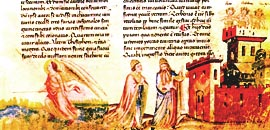
Anònim de Pisa, el missatger celestial

Dante està bastant aterrit i s'aferra a Virgili, quan les Fúries s'encaren cap a ells amenaçant-los: "Vine Medusa, la Gorgona, així el podrem petrificar ... vam fer malament de no venjar l'assalt de Teseu quan va baixar a l'infern, perquè ara els vius ja no estan descoratjats a aventurar-se en el regne dels morts". En sentir aquestes paraules Virgili mana a Dante que tanqui els ulls i posa les seves pròpies mans per tapar amb més seguretat les pupil·les del deixeble.

### El missatger diví - vv. 64 - 105

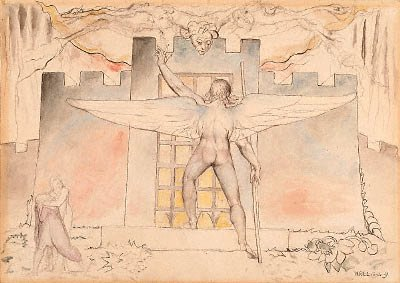
El missatger celestial imaginat per William Blake

En aquest punt, Dante s'adreça al lector, dient-li d'"observar", és a dir, mirar el significat ocult ("la doctrina que s'amaga") "sota el vel d'aquests versos estranys": una clara invitació a comprendre l'al·legoria de la següent escena, que està molt lluny de ser clara, fins i tot avui dia.
Mentrestant, el que passa "sobre el vel" és que del pantà vé un gran soroll, que com el vent violent que trenca les branques dels arbres del bosc i fa fugir a les ovelles i als pastors, així Dante veu, quant ja té els ulls lliures de la protecció de Virgili, "un" que atravessa el pantà a peu eixut. Les ànimes dels condemnats fugen davant la seva presència, igual que ho fan les granotes quan s'acosta una serp, i aquest ésser miraculós va directe apartant els fums que té davant la cara amb la mà esquerra, ja que amb la seva mà dreta sosté una vareta. No es preocupa de res, només els vapors li pertorben la vista ("només això semblava fer-li nosa", v. 84), i aleshores Dante el reconeix com aquell "enviat del cel", que avui s'assenyala com l'àngel o com el missatger celestial.
Aquest missatger arriba a la porta i l'obre amb només tocar-la amb la vareta, mentre que renya els dimonis que han desaparegut de la vista. Els recorda com Cèrber, que volia impedir l'entrada d'Hèrcules a l'infern, encara porta els signes de la lluita perduda contra l'heroi recolzat per la voluntat divina. Fet això, el missatger dona la volta i se'n va, com aquell que té pressa, sense tenir la més mínima cura dels dos poetes.
Després de la descripció de l'escena, és legítim preguntar-se quin és el sentit al·legòric que Dante ha volgut inculcar-nos i que considerava tan important, com per fer una referència explícita al lector a buscar-lo. La qüestió està lluny de ser simple i, a diferència de, per exemple, l'al·legoria de la "selva obscura" (Cant I), aquí diversos estudiosos s'han espremut sense arribar a cap conclusió definitiva. Alguns comentaristes han escrit que la invitació només es referia a l'escena de l'arribada del missatger, altres a tot el cant.
Un exemple d'una interpretació general podria ser el següent: la raó, simbolitzada per Virgili, no és suficient per si mateixa per fer front i dominar els pecats de "malícia" (és a dir, els pecats comesos amb intenció, no per incontinència) castigats dins de la ciutat de Dite; ja que es veu obstaculitzada per les temptacions (els diables),els remordiments (les Fúries) i la desesperació que segueix al remordiment i "petrifica el cor" (Medusa); la raó pot ajudar prou per tirar endavant en la immediatesa (Virgili que té cura de cobrir els ulls de Dante), però és només a través de la gràcia de Déu (el missatger) que es pot arribar a una destrucció definitiva del pecat.
El sentit general hauria de ser similar a aquesta interpretació, encara que els diversos personatges secundaris prenen de comentarista a comentarista els més variats significats. Però també pesa el fet que aquesta explicació no pugui ser entesa per qui llegeixi el poema de forma lineal de principi a fi, perquè la distinció dels pecats castigats dins o fora de les parets de Dite és explícada només en el cant XI. No és clar per altra banda, si Dante precisament a causa que no dona una explicació clara pretengui advertir al lector d'anar amb compte per després recordar com interpretar l'escena.

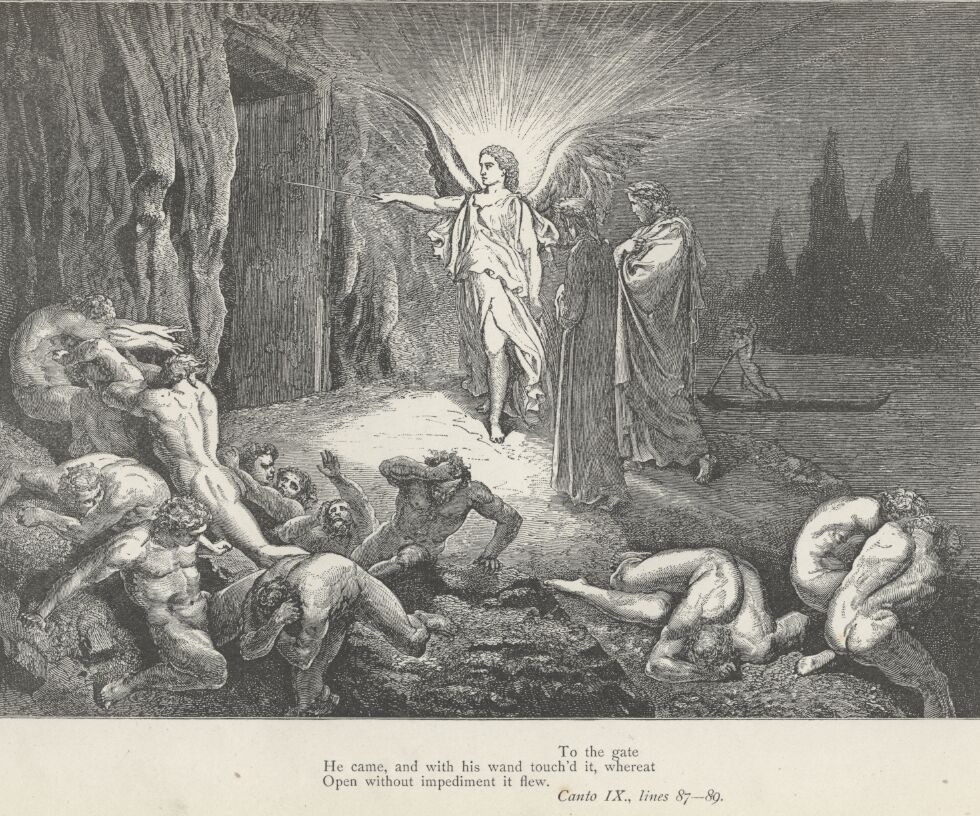
El missatge celestial. Gustave Doré

### Dintre dels murs: el cementiri dels heretges - vv. 106-133
Els dos poetes en aquest punt ja no troben cap més obstacle per entrar a la ciutat i travessen la muralla. El canvi de situació és total: de l'amuntegament i l'acció dels versos immediatament anteriors, es passa al desert del cementiri, encara que marcat pels laments dels condemnats. Al lector modern potser el pot impressionar el fet que dins dels murs de la ciutat en lloc de trobar cases i gent, els dos poetes troben exactament el contrari, és a dir un cementiri: s'ha de pensar però, que en temps de Dante, els cementiris encara es podien trobar dins del recinte de la ciutat, i que la prohibició d'enterrar al centre de les ciutats només es remunta a l'època napoleònica.
Dante després mira al seu voltant i la multitud de tombes li recorda dos cementiris medievals famosos: el d'Arles (actual Cementiri dels Alyscamps) i el de Pola (ara desaparegut). De les fosses descobertes surten flames, que serien suficients per permetre fer a un ferrer qualsevol treball ("que cap ferrer no vol millor metall"). Dante li pregunta qui està enterrat aquí i Virgili respon els heresiarques, és a dir els fundadors d'heretgies, però veurem en el cant següent, que aquí són castigats, fins i tot (i sobretot) els seus seguidors, però sigui un cas intencionat o no de Dante, només trobaran els que neguen l'altra vida, els ateus o els epicuris o els monofisites. De totes maneres Virgili adverteix que en cada sepulcre hi són castigats els seguidors de doctrines similars, així doncs no ens hauria de sorprendre trobar en el següent cant, només epicuris, perquè només es descriu un sepulcre. Però també cal assenyalar que el contrapàs és adequat només per als epicuris: per analogia, ja que ells van negar la vida després de la mort, són morts entre els morts.

### Dante personatge i Dante narrador - vv. 61-63
Des del cant anterior, Dante ha intensificat el fet d'adreçar-se en primera persona al lector ("pensa, lector,"). La crítica de Dante, sobretot la contemporània, s'ha centrat en el mètode de la narrativa del poema, amb una dicotomia entre el personatge Dante i el Dante que escriu sobre el seu viatge. De fet, en primer lloc cal assenyalar que inclús el personatge de l'"escriptor que parla en primera persona" és una invenció i no coincideix amb el veritable "Dante persona real": només cal pensar en el fet que el narrador que parla d'un viatge imaginari com si fos cert del tot, mirant així més enllà de la ficció, el Dante real, està en l'ombra que està inventant la història.
El narrador utilitzat per tant, només és la projecció en un temps futur del Dante pelegrí en el món d'oltratomba, que dona testimoni del viatge fantàstic en un moment posterior. Inclús l'instant en què parla el narrador és un present fictici, deslligat del temps de la veritable biografia de l'Alighieri històric- anagràfic. Aquest present fictíci és un instant indefinit, que es renova cada cop que un lector repren la lectura dels versos.
També hi ha un nivell simbòlic en la Divina Comèdia: el viatge de Dante representa el camí de cada individu cap a la redempció, llavors es podria dir que encara hi ha un "quart" Dante en el poema que actua en representació de tota la humanitat cristiana.